# Dominique de Villepin
Dominique Marie François René Galouzeau de Villepin (wym. [dɔminik də vilpɛ̃]ⓘ; ur. 14 listopada 1953 w Rabacie) – francuski polityk, pisarz i dyplomata, w latach 2002–2004 minister spraw zagranicznych, w latach 2004–2005 minister spraw wewnętrznych, w latach 2005–2007 premier Francji.

## Życiorys
Absolwent Université Paris-Panthéon-Assas, Université Paris-Nanterre, Instytutu Nauk Politycznych i École nationale d’administration.
Od 1980 pracował w dyplomacji, m.in. w ambasadzie w Waszyngtonie (jako pierwszy sekretarz i następnie drugi radca) i w Nowym Delhi. Od 1992 do 1993 zajmował stanowisko doradcy ministra spraw zagranicznych Alaina Juppé ds. Afryki.
Wstąpił do gaullistowskiego Zgromadzenia na rzecz Republiki. Od lat 80. był też doradcą Jacques’a Chiraca. W 1995 został szefem jego prezydenckiej kampanii wyborczej, a po jego zwycięstwie objął stanowisko sekretarza generalnego administracji prezydenckiej. Zajmował je do 2002. W tym samym roku, po reelekcji urzędującego prezydenta, przystąpił do nowo powołanej Unii na rzecz Większości Prezydenckiej (przekształconej wkrótce w Unię na rzecz Ruchu Ludowego).
W maju tego samego roku powołano go na urząd ministra spraw zagranicznych w rządzie Jean-Pierre’a Raffarina. W marcu 2004 objął resort spraw wewnętrznych.
31 maja 2005 po dymisji Jean-Pierre’a Raffarina został powołany na stanowisko nowego premiera Francji. Jako jeden z nielicznych szefów rządu nigdy przed objęciem tego urzędu nie pełnił żadnej funkcji wybieralnej w administracji terytorialnej lub parlamentarnej. Był nieoficjalnie wymieniany jako potencjalny kandydat Unii na rzecz Ruchu Ludowego w wyborach prezydenckich w 2007. Początkowo nie angażował się w kampanię Nicolasa Sarkozy’ego. Formalnie udzielił mu poparcia w marcu.
15 maja 2007 złożył dymisję z zajmowanego urzędu, która została przyjęta przez ustępującego prezydenta. Dwa dni później zastąpił go François Fillon. Dominique de Villepin pozostał w polityce, stał się głównym partyjnym krytykiem urzędującego prezydenta.
W 2008 został przewodniczącym rady doradczej powołanej przez bułgarskiego premiera Sergeja Staniszewa. W 2009 grupa ta wydała raport, w którym stwierdzono, iż decyzja o przyjęciu Bułgarii do Unii Europejskiej była przedwczesna i podyktowana względami politycznymi. W 2010 były premier powołał własny ruch polityczny pod nazwą Solidarna Republika.

## Odznaczenia
Odznaczony Komandorią Legii Honorowej (2023), Orderem Narodowym Zasługi I klasy (2005), Krzyżem Komandorskim (1996) i Krzyżem Komandorskim z Gwiazdą (2000) Orderu Zasługi Rzeczypospolitej Polskiej oraz Krzyżem Wielkiego Oficera Orderu Gwiazdy Rumunii (1999).

## Życie prywatne
Pochodzi z rodziny z tradycjami politycznymi. Jego ojciec sprawował mandat senatora.
Żonaty z Marie-Laure Le Guay, mają trójkę dzieci: Marie, Arthura i Victorię. Dominique de Villepin publikuje wiersze, napisał m.in. książkę na temat poezji i kilka historycznych oraz politycznych esejów. W 2001 otrzymał nagrodę za książkę o ostatnim okresie panowania Napoleona, zatytułowaną Les Cent-Jours ou l’esprit de sacrifice.

## Skład rządu Dominique’a de Villepina
- Dominique de Villepin – premier
- Nicolas Sarkozy – minister stanu, minister spraw wewnętrznych, 26 marca 2007 stanowisko to objął François Baroin (jako minister spraw wewnętrznych)
- Michèle Alliot-Marie – minister obrony
- Philippe Douste-Blazy – minister spraw zagranicznych
- Jean-Louis Borloo – minister zatrudnienia, jedności społecznej i mieszkalnictwa
- Thierry Breton – minister gospodarki, finansów i przemysłu
- Gilles de Robien – minister edukacji narodowej
- Pascal Clément – strażnik pieczęci, minister sprawiedliwości
- Dominique Perben – minister transportu, zaopatrzenia, turystyki i gospodarki morskiej
- Xavier Bertrand – minister zdrowia i solidarności, 26 marca 2007 stanowisko to objął Philippe Bas
- Dominique Bussereau – minister rolnictwa i rybołówstwa
- Christian Jacob – minister służb publicznych
- Renaud Donnedieu de Vabres – minister kultury i łączności
- Nelly Olin – minister środowiska i zrównoważonego rozwoju
- François Baroin – minister terytoriów zamorskich, 26 marca 2007 stanowisko to objął Hervé Mariton
- Renaud Dutreil – minister handlu
- Jean-François Lamour – minister młodzieży i sportu
- ministrowie delegowani (ministres délégués) – Henri Cuq, Azouz Begag (do 5 kwietnia 2007), Jean-François Copé, Gérard Larcher, Catherine Vautrin, Brigitte Girardin, Brice Hortefeux, Catherine Colonna, François Goulard, Léon Bertrand, Philippe Bas (do 26 marca 2007), François Loos, Christine Lagarde, Hamlaoui Mékachéra, Christian Estrosi